# Xã Rulien, Quận Lake of the Woods, Minnesota
Xã Rulien (tiếng Anh: Rulien Township) là một xã thuộc quận Lake of the Woods, tiểu bang Minnesota, Hoa Kỳ. Năm 2010, dân số của xã này là 0 người.